# Берга (Каталонія)
Бе́рга (кат. Berga, вимова літературною каталанською ['bεɾgə]) — муніципалітет, розташований в Автономній області Каталонія, в Іспанії. Код муніципалітету за номенклатурою Інституту статистики Каталонії — 80229. Знаходиться у районі (кумарці) Баргаза (коди району — 14 та BD) провінції Барселона, згідно з новою адміністративною реформою перебуватиме у складі Баґарії (округи) Центральна Каталонія.

## Назва муніципалітету
Назва муніципалітету походить з лігурійського «berga», що означає «узвишшя».

## Населення
Населення міста (у 2007 р.) становить 16.596 осіб (з них менше 14 років — 12,9 %, від 15 до 64 — 66,2 %, понад 65 років — 20,9 %). У 2006 р. народжуваність склала 167 осіб, смертність — 165 осіб, зареєстровано 67 шлюбів. У 2001 р. активне населення становило 6.688 осіб, з них безробітних — 554 особи.

Серед осіб, які проживали на території міста у 2001 р., 11.502 народилися в Каталонії (з них 9.175 осіб у тому самому районі, або кумарці), 2.342 особи приїхали з інших областей Іспанії, а 834 особи приїхали з-за кордону. 

Вищу освіту має 10,2 % усього населення. 

У 2001 р. нараховувалося 5.618 домогосподарств (з них 23,5 % складалися з однієї особи, 29,6 % з двох осіб,22,8 % з 3 осіб, 17,3 % з 4 осіб, 4,7 % з 5 осіб, 1,2 % з 6 осіб, 0,4 % з 7 осіб, 0,2 % з 8 осіб і 0,1 % з 9 і більше осіб).

Активне населення міста у 2001 р. працювало у таких сферах діяльності: у сільському господарстві — 2 %, у промисловості — 21,8 %, на будівництві — 16,8 % і у сфері обслуговування — 59,4 %. 

 У муніципалітеті або у власному районі (кумарці) працює 5.368 осіб, поза районом — 2.270 осіб.

### Доходи населення
У 2002 р. доходи населення розподілялися таким чином :
| \| Доходи населення за статтями доходів \| Доходи населення за статтями доходів \| Доходи населення за статтями доходів \| \| Рік \| 2002 р. \| 2001 р. \| \| ------------------------------------ \| ------------------------------------ \| ------------------------------------ \| \| Заробітна платня \| 56,2 % \| 57,6 % \| \| Доходи від ведення бізнесу \| 22,2 % \| 20,7 % \| \| Соціальна допомога \| 21,5 % \| 21,8 % \| |         |         |
| Доходи населення за статтями доходів |         |         |
| Рік | 2002 р. | 2001 р. |
| Заробітна платня | 56,2 %  | 57,6 %  |
| Доходи від ведення бізнесу | 22,2 %  | 20,7 %  |
| Соціальна допомога | 21,5 %  | 21,8 %  |

### Безробіття
У 2007 р. нараховувалося 673 безробітних (у 2006 р. — 666 безробітних), з них чоловіки становили 34,2 %, а жінки — 65,8 %.

## Економіка
У 1996 р. валовий внутрішній продукт розподілявся по сферах діяльності таким чином :
| \| Валовий внутрішній продукт \| Валовий внутрішній продукт \| Валовий внутрішній продукт \| \| Рік \| 1996 р. \| 1991 р. \| \| -------------------------- \| -------------------------- \| -------------------------- \| \| Сільське господарство \| 0,5 % \| 0 % \| \| Промисловість \| 17,7 % \| 0 % \| \| Будівництво \| 14,8 % \| 0 % \| \| Послуги \| 67 % \| 0 % \| |         |         |
| Валовий внутрішній продукт |         |         |
| Рік | 1996 р. | 1991 р. |
| Сільське господарство | 0,5 %   | 0 %     |
| Промисловість | 17,7 %  | 0 %     |
| Будівництво | 14,8 %  | 0 %     |
| Послуги | 67 %    | 0 %     |

### Підприємства міста

#### Промислові підприємства
| \| Промислові підприємства міста, за сферою діяльності \| Промислові підприємства міста, за сферою діяльності \| Промислові підприємства міста, за сферою діяльності \| \| Рік \| 2002 р. \| 2001 р. \| \| --------------------------------------------------- \| --------------------------------------------------- \| --------------------------------------------------- \| \| Енергетичні та водні ресурси \| 3,8 % \| 3,6 % \| \| Хімія та метали \| 9,6 % \| 9 % \| \| Переробка металів \| 23,1 % \| 24,3 % \| \| Продукти харчування \| 10,6 % \| 9,9 % \| \| Текстиль \| 25 % \| 26,1 % \| \| Виробництво меблів, видання \| 24 % \| 24,3 % \| \| Інше \| 3,8 % \| 2,7 % \| \| Усього підприємств \| 104 \| 111 \| |         |         |
| Промислові підприємства міста, за сферою діяльності |         |         |
| Рік | 2002 р. | 2001 р. |
| Енергетичні та водні ресурси | 3,8 %   | 3,6 %   |
| Хімія та метали | 9,6 %   | 9 %     |
| Переробка металів | 23,1 %  | 24,3 %  |
| Продукти харчування | 10,6 %  | 9,9 %   |
| Текстиль | 25 %    | 26,1 %  |
| Виробництво меблів, видання | 24 %    | 24,3 %  |
| Інше | 3,8 %   | 2,7 %   |
| Усього підприємств | 104     | 111     |

#### Роздрібна торгівля
| \| Підприємства роздрібної торгівлі міста, за сферою діяльності \| Підприємства роздрібної торгівлі міста, за сферою діяльності \| Підприємства роздрібної торгівлі міста, за сферою діяльності \| \| Рік \| 2002 р. \| 2001 р. \| \| ------------------------------------------------------------ \| ------------------------------------------------------------ \| ------------------------------------------------------------ \| \| Продукти харчування \| 31,3 % \| 32,3 % \| \| Одяг та взуття \| 23,2 % \| 21,6 % \| \| Товари для дому \| 15,4 % \| 15,2 % \| \| Книги та періодичні видання \| 4,3 % \| 4,5 % \| \| Промислова хімічна продукція \| 6,1 % \| 6,2 % \| \| Продукція, пов'язана з транспортними засобами \| 2,9 % \| 2,8 % \| \| Інше \| 16,8 % \| 17,4 % \| \| Усього підприємств \| 345 \| 356 \| |         |         |
| Підприємства роздрібної торгівлі міста, за сферою діяльності |         |         |
| Рік | 2002 р. | 2001 р. |
| Продукти харчування | 31,3 %  | 32,3 %  |
| Одяг та взуття | 23,2 %  | 21,6 %  |
| Товари для дому | 15,4 %  | 15,2 %  |
| Книги та періодичні видання | 4,3 %   | 4,5 %   |
| Промислова хімічна продукція | 6,1 %   | 6,2 %   |
| Продукція, пов'язана з транспортними засобами | 2,9 %   | 2,8 %   |
| Інше | 16,8 %  | 17,4 %  |
| Усього підприємств | 345     | 356     |

#### Сфера послуг
| \| Підприємства міста, що працюють у сфері послуг, за діяльністю \| Підприємства міста, що працюють у сфері послуг, за діяльністю \| Підприємства міста, що працюють у сфері послуг, за діяльністю \| \| Рік \| 2002 р. \| 2001 р. \| \| ------------------------------------------------------------- \| ------------------------------------------------------------- \| ------------------------------------------------------------- \| \| Гуртова торгівля \| 9,4 % \| 9,8 % \| \| Готелі та готельний бізнес \| 19,9 % \| 19,5 % \| \| Транспорт та зв'язок \| 16,1 % \| 16 % \| \| Посередницькі фінансові послуги \| 3,9 % \| 3,8 % \| \| Послуги підприємствам \| 7,8 % \| 7,8 % \| \| Послуги фізичним особам \| 32,3 % \| 31,9 % \| \| Нерухомість та ін. \| 10,6 % \| 11,2 % \| \| Усього підприємств \| 564 \| 580 \| |         |         |
| Підприємства міста, що працюють у сфері послуг, за діяльністю |         |         |
| Рік | 2002 р. | 2001 р. |
| Гуртова торгівля | 9,4 %   | 9,8 %   |
| Готелі та готельний бізнес | 19,9 %  | 19,5 %  |
| Транспорт та зв'язок | 16,1 %  | 16 %    |
| Посередницькі фінансові послуги | 3,9 %   | 3,8 %   |
| Послуги підприємствам | 7,8 %   | 7,8 %   |
| Послуги фізичним особам | 32,3 %  | 31,9 %  |
| Нерухомість та ін. | 10,6 %  | 11,2 %  |
| Усього підприємств | 564     | 580     |

## Житловий фонд
У 2001 р. 4,7 % усіх родин (домогосподарств) мали житло метражем до 59 м2, 34,3 % — від 60 до 89 м2, 46,1 % — від 90 до 119 м2 і
14,9 % — понад 120 м2.

З усіх будівель у 2001 р. 11,5 % було одноповерховими, 37,2 % — двоповерховими, 22,3 % — триповерховими, 15,1 % — чотириповерховими, 9,5 % — п'ятиповерховими, 2,7 % — шестиповерховими,
0,8 % — семиповерховими, 0,9 % — з вісьмома та більше поверхами.

## Автопарк
| \| Автомобілі, зареєстровані у місті, за призначенням \| Автомобілі, зареєстровані у місті, за призначенням \| Автомобілі, зареєстровані у місті, за призначенням \| \| Рік \| 2006 р. \| 2005 р. \| \| -------------------------------------------------- \| -------------------------------------------------- \| -------------------------------------------------- \| \| Приватні автомобілі \| 66,2 % \| 66,6 % \| \| Мотоцикли \| 7,2 % \| 6,8 % \| \| Вантажівки \| 22,6 % \| 22,5 % \| \| Трактори \| 0,6 % \| 0,6 % \| \| Автобуси та ін. \| 3,5 % \| 3,5 % \| \| Усього автомобілів \| 11.467 шт. \| 11.084 шт. \| |            |            |
| Автомобілі, зареєстровані у місті, за призначенням |            |            |
| Рік | 2006 р.    | 2005 р.    |
| Приватні автомобілі | 66,2 %     | 66,6 %     |
| Мотоцикли | 7,2 %      | 6,8 %      |
| Вантажівки | 22,6 %     | 22,5 %     |
| Трактори | 0,6 %      | 0,6 %      |
| Автобуси та ін. | 3,5 %      | 3,5 %      |
| Усього автомобілів | 11.467 шт. | 11.084 шт. |

## Вживання каталанської мови
У 2001 р. каталанську мову у місті розуміли 96,7 % усього населення (у 1996 р. — 98,6 %), вміли говорити нею 87,2 % (у 1996 р. — 90,3 %), вміли читати 84,9 % (у 1996 р. — 83,2 %), вміли писати 62,3 % (у 1996 р. — 60,9 %). Не розуміли каталанської мови 3,3 %.

## Політичні уподобання
У виборах до Парламенту Каталонії у 2006 р. взяло участь 7.158 осіб (у 2003 р. — 8.198 осіб). Голоси за політичні сили розподілилися таким чином:
| \| Вибори до Парламенту Каталонії \| Вибори до Парламенту Каталонії \| Вибори до Парламенту Каталонії \| \| Рік \| 2006 р. \| 2003 р. \| \| -------------------------------------- \| ------------------------------ \| ------------------------------ \| \| Конвергенція та Єднання (CiU) \| 40,8 % \| 38,4 % \| \| Соціалістична партія Каталонії (PSC) \| 22 % \| 25,9 % \| \| Народна партія (PP) \| 5,4 % \| 6,4 % \| \| Ініціатива за зелену Каталонію (IC) \| 6,4 % \| 4,2 % \| \| Республіканська лівиця Каталонії (ERC) \| 23 % \| 24,1 % \| \| Громадянська партія (C's) \| 0,6 % \| 0 % \| \| Інші \| 2 % \| 1 % \| |         |         |
| Вибори до Парламенту Каталонії |         |         |
| Рік | 2006 р. | 2003 р. |
| Конвергенція та Єднання (CiU) | 40,8 %  | 38,4 %  |
| Соціалістична партія Каталонії (PSC) | 22 %    | 25,9 %  |
| Народна партія (PP) | 5,4 %   | 6,4 %   |
| Ініціатива за зелену Каталонію (IC) | 6,4 %   | 4,2 %   |
| Республіканська лівиця Каталонії (ERC) | 23 %    | 24,1 %  |
| Громадянська партія (C's) | 0,6 %   | 0 %     |
| Інші | 2 %     | 1 %     |

У муніципальних виборах у 2007 р. взяло участь 6.714 осіб (у 2003 р. — 7.488 осіб). Голоси за політичні сили розподілилися таким чином:
| \| Муніципальні вибори \| Муніципальні вибори \| Муніципальні вибори \| \| Рік \| 2007 р. \| 2003 р. \| \| -------------------------------------- \| ------------------- \| ------------------- \| \| Конвергенція та Єднання (CiU) \| 35,8 % \| 34 % \| \| Соціалістична партія Каталонії (PSC) \| 29,8 % \| 34,2 % \| \| Народна партія (PP) \| 5,3 % \| 6,7 % \| \| Ініціатива за зелену Каталонію (IC) \| 4,1 % \| 4,7 % \| \| Республіканська лівиця Каталонії (ERC) \| 8,2 % \| 17,5 % \| \| Громадянська партія (C's) \| 0 % \| 0 % \| \| Інші \| 16,8 % \| 2,9 % \| |         |         |
| Муніципальні вибори |         |         |
| Рік | 2007 р. | 2003 р. |
| Конвергенція та Єднання (CiU) | 35,8 %  | 34 %    |
| Соціалістична партія Каталонії (PSC) | 29,8 %  | 34,2 %  |
| Народна партія (PP) | 5,3 %   | 6,7 %   |
| Ініціатива за зелену Каталонію (IC) | 4,1 %   | 4,7 %   |
| Республіканська лівиця Каталонії (ERC) | 8,2 %   | 17,5 %  |
| Громадянська партія (C's) | 0 %     | 0 %     |
| Інші | 16,8 %  | 2,9 %   |